# (3268) De Sanctis
(3268) De Sanctis ist ein ungefähr sechs Kilometer großer Asteroid des inneren Hauptgürtels, der am 26. Februar 1981 vom belgischen Astronomen Henri Debehogne und vom italienischen Astronomen Giovanni de Sanctis am La-Silla-Observatorium auf dem La Silla in La Higuera in Chile (IAU-Code 809) entdeckt wurde. Er gehört zur Vesta-Familie, einer Gruppe von Asteroiden, die nach (4) Vesta benannt ist.

## Benennung
(3268) De Sanctis wurde vom primären Entdecker Henri Debehogne nach dem zweiten Entdecker Giovanni de Sanctis, Astronom am Osservatorio Astronomico di Torino, benannt. DeSanctis war auch an Asteroiden-Entdeckungen am Europäischen Südobservatorium, dem Osservatorio Astrofisico di Catania in Catania und anderswo beteiligt.